# Teddy Sheringham
M.B.E. Edward Paul Sheringham, detto Teddy (Londra, 2 aprile 1966), è un allenatore di calcio ed ex calciatore inglese, di ruolo attaccante.
Nel 2009 è stato introdotto nella Hall of Fame del calcio inglese.

## Biografia
Tra il 2006 e il 2007 è stato legato alla modella inglese Danielle Lloyd.

## Caratteristiche tecniche

### Giocatore
Era un attaccante che poteva giocare sia da prima che da seconda punta, in grado sia di segnare che di fornire assist per i compagni per via della sua buona visione di gioco. La sua altezza gli permetteva di essere pericoloso anche nel gioco aereo.

## Carriera

### Millwall
Nel 1982, sedicenne, fu notato dai dirigenti del Millwall nel corso di una partita delle giovanili contro il Leytonstone & Ilford, squadra in cui militava. Messo sotto contratto, andò in gol contro il Bournemouth alla seconda partita con il Millwall, nel gennaio 1984. Nel 1985 fu girato in prestito prima all'Aldershot e poi agli svedesi del Djurgården, poi rientrò al Millwall e divenne ben presto un titolare, affermandosi in coppia con un altro attaccante, Tony Cascarino, alla fine degli anni '80. Dal 1986 al 1991 fu il migliore marcatore stagionale della squadra per quattro annate e per due stagioni non saltò una singola partita.

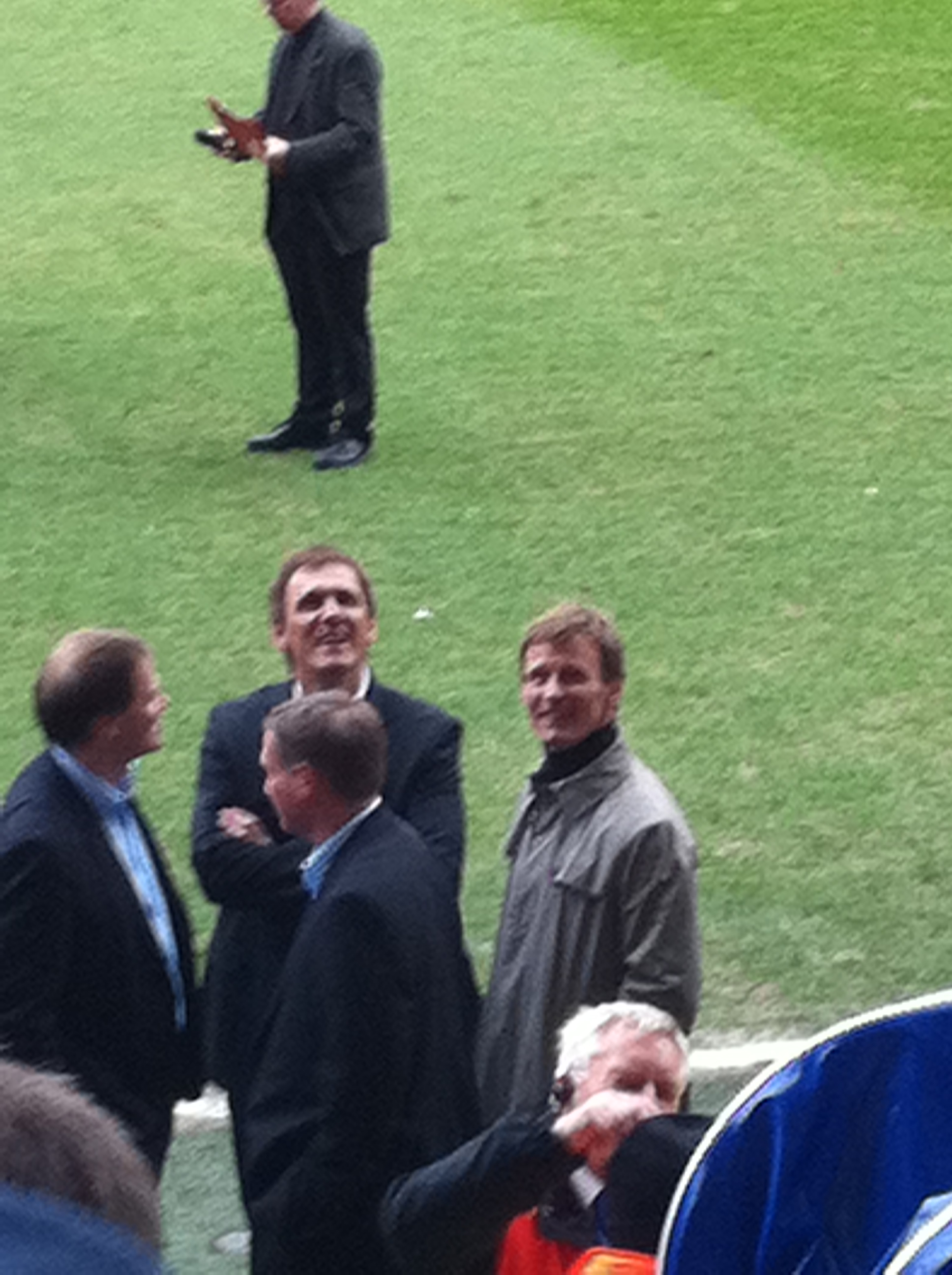
Nelle loro tre stagioni insieme al Millwall, Cascarino e Sheringham segnarono 99 reti complessive.

Nel 1987-1988 la squadra ottenne per la prima volta la promozione in First Division, la massima serie inglese. I gol di Sheringham, che realizzò la prima marcatura casalinga nella storia del club in massima divisione, e Cascarino, 15 a testa, consentirono al Millwall di salire in vetta alla classifica della massima serie nell'ottobre del 1988 e poi di mantenersi nelle prime quattro posizioni fino a Pasqua; in seguito la squadra accusò un periodo di crisi che la fece scivolare al decimo posto finale. Nel campionato 1988-1989 il club si issò nuovamente in vetta alla graduatoria all'inizio della stagione, ma l'annata fu complicata e si chiuse con la retrocessione; Sheringham fu autore di 12 reti in campionato, pur avendo saltato 10 partite per infortunio. Seguì un'annata in cui il Millwall fu eliminato nelle semifinali dei play-off nel campionato di Second Division 1990-1991, con Sheringham che confermò la propria vena realizzativa, andando a segno 37 volte (con 4 quadriplette) e aggiudicandosi la classifica dei marcatori. La cessione del calciatore, ormai lanciato verso una carriera di altro profilo, fu inevitabile; Sheringam terminò l'esperienza al Millwall con 111 reti segnate in totale negli otto anni di militanza nel club, risultando il più prolifico bomber nella storia della squadra sino al 2009.

### Nottingham Forest e Tottenham
Nel luglio 1991 fu ceduto al Nottingham Forest per 2 milioni di sterline, dove affiancò in attacco Nigel Clough. Contribuì all'ottavo posto in massima serie nel 1991-1992 e al raggiungimento della finale di Coppa di Lega, persa contro il Manchester United. Nell'agosto 1992 segnò il primo gol del Forest nella neonata Premier League, contro il Liverpool (fu anche il primo gol trasmesso in diretta da Sky Sports), ma una settimana dopo fu ceduto al Tottenham Hotspur per 2,1 milioni di sterline.
Nella stagione 1992-1993 fu capocannoniere della Premier League, con 22 reti (21 con il Tottenham e una con il Nottingham Forest), giocando al fianco di Gordon Durie, Ronny Rosenthal, Jürgen Klinsmann e Chris Armstrong. Nel 1993-1994 fu il migliore marcatore degli Spurs con 14 reti in campionato segnate in sole 19 partite giocate, a causa di infortuni. I suoi problemi fisici influirono sul calo di forma della squadra, che chiuse al quindicesimo posto, avendo avuto la certezza della permanenza in massima serie solo alla penultima giornata. Negli anni a venire continuò a difendere i colori del Tottenham, contribuendo al settimo posto del 1994-1995 e al raggiungimento della semifinale della FA Cup 1995-1996, risultando il migliore marcatore degli Spurs nelle stagioni 1995-1996 (24 reti, cui 16 in Premier League) e 1996-1997 (8 reti, di cui 7 in campionato).

### Manchester United
Nel giugno 1997, trentunenne, fu prelevato per 3,5 milioni di sterline dal Manchester Utd, dove andò a rimpiazzare Éric Cantona, il cui prematuro ritiro dall'attività agonistica aveva lasciato amarezza tra i tifosi dell'Old Trafford. Esordì con i Red Devils nella Supercoppa d'Inghilterra 1997 contro il Chelsea, vinta dal Manchester United ai tiri di rigore. L'esordio in campionato con la nuova maglia avvenne a White Hart Lane contro la sua ex squadra, il Tottenham; fischiato dai suoi vecchi tifosi, fallì un calcio di rigore nel secondo tempo sul punteggio di 0-0, ma i mancuniani si imposero per 2-0. La prima annata in maglia rossa si chiuse per Sheringham con 14 reti in tutte le competizioni e senza trofei. Verso la fine del campionato, nella partita contro il Bolton Wanderers, ebbe un diverbio con il compagno di squadra Andy Cole, accusato da Sheringham dopo il gol del Bolton. L'episodio lasciò degli strascichi nelle relazioni tra i due, che rimasero molto fredde, sebbene il rapporto tra i due fosse già compromesso dal 1995.
All'inizio della stagione 1998-1999 si fecero insistenti le voci di una partenza di Sheringham, specie dopo l'acquisto di Dwight Yorke dall'Aston Villa, che parve chiudere al 32enne attaccante ogni spazio in squadra, ma Sheringham rimase nella rosa dello United. Yorke formò subito una valida coppia d'attacco con Cole, che fece vincere allo United il titolo inglese all'ultima giornata, e Sheringham fu relegato a un ruolo di comprimario, ma l'annata gli regalò importanti soddisfazioni. Vinto il titolo inglese, si aggiudicò anche la Coppa d'Inghilterra, aprendo le marcature nella finale contro il Newcastle Utd vinta per 2-0, nella quale era entrato in campo nel secondo tempo. Quattro giorni più tardi, nella finale di UEFA Champions League giocata al Camp Nou di Barcellona contro il Bayern Monaco, subentrò al 67' al posto di Jesper Blomqvist e nei minuti di recupero, al 91', realizzò il gol del pareggio (1-1); al 93' fornì a Ole Gunnar Solskjær, con una deviazione, l'assist per il decisivo gol del 2-1, che consegnò la coppa allo United, consentendogli di completare il treble: in una sola annata Sheringham si aggiudicò tre trofei, dopo vari anni di carriera trascorsi senza vincere alcun alloro.
Nel 1999-2000 e nel 2000-2001 Sheringham vinse due altri campionati inglesi con il Manchester, risultando il migliore marcatore stagionale dei diavoli rossi nel 2000-2001 con 15 gol. Nell'aprile 2001 fu votato Calciatore dell'anno della Premier League dalla Professional Footballers' Association e dalla Football Writers' Association. Malgrado i 35 anni d'età, fu preso in considerazione per la nazionale inglese, ricevendo la convocazione per il campionato del mondo 2002.

### Ritorno al Tottenham Hotspur
Nel 2001, alla scadenza del contratto quadriennale con il Manchester United, anche a causa dell'acquisto di Ruud van Nistelrooy, che aumentò la concorrenza in attacco, rifiutò una proposta di rinnovo annuale e si accasò a parametro zero al Tottenham, dove si era insidiato il nuovo allenatore Glenn Hoddle. Contribuì al raggiungimento del nono posto, il migliore piazzamento della squadra nei precedenti sei anni, e della finale della Coppa di Lega, persa per 2-1 contro il Blackburn. Militò nelle file degli Spurs anche nel 2002-2003, assommando 80 presenze e 26 reti con la squadra in due anni.
Sheringham e Clive Allen furono inseriti nella Hall of Fame del Tottenham Hotspur l'8 maggio 2008.

### Portsmouth e West Ham
Alla scadenza del contratto con il Tottenham, firmò per il Portsmouth, neopromosso in Premier League. Divenne il più anziano marcatore di una tripletta in Premier League, segnando tre reti contro il Bolton nell'agosto 2003, all'età di 37 anni. Nonostante un altro gol all'ultima giornata (nella vittoria per 5-1 contro il Middlesbrough, a salvezza già acquisita), non gli fu offerto il rinnovo contrattuale. L'attaccante chiuse, pertanto, l'esperienza al Portsmouth con 38 presenze e 10 reti.
Nel luglio 2004 decise, dunque, di scendere di categoria, accordandosi con il West Ham United, militante nel Championship, la seconda serie inglese. Con 20 reti (21 in tutte le competizioni) fu il secondo migliore marcatore del campionato, aggiudicandosi il titolo di Championship Player of the Season e aiutando gli Hammers a vincere i play-off, grazie al successo contro il Preston North End, e a ritornare, dunque, in massima serie. A promozione avvenuta, prolungò il contratto con il West Ham, rimanendo ad Upton Park. Il 2 aprile 2006, giorno in cui compì 40 anni, subentrando nella gara contro il Charlton Athletic, entrò nel novero dei calciatori scesi in campo a quarant'anni e oltre in Premier League, gruppo comprendente anche Les Sealey, John Burridge, Gordon Strachan e poi Ryan Giggs. Il 19 agosto 2006 divenne il più anziano calciatore in panchina nella storia della Premier League, all'età di 40 anni e 139 giorni. Firmò un contratto per militare nel club fino alla fine dell'annata 2006-2007 e il 13 maggio 2006 diventò, all'età di 40 anni e 41 giorni, il più anziano giocatore schierato in una finale di FA Cup, essendo sceso in campo contro il Liverpool (vittorioso ai tiri di rigore). Il 26 dicembre 2006, all'età di 40 anni e 266 giorni, migliorò un proprio precedente record, divenendo il più anziano marcatore della Premier League, andando in rete contro il Portsmouth nella gara vinta per 2-1. Il 30 dicembre seguente migliorò il record di calciatore più anziano in panchina in Premier League, in occasione della partita persa per 1-0 contro il Manchester City, all'età di 40 anni e 270 giorni. Sheringham giocò 11 partite tra Coppa d'Inghilterra, Coppa di Lega e Coppa UEFA con gli Hammers, segnando 2 reti.

### Colchester United
Svincolatosi dal West Ham, nel luglio 2007 firmò per il Colchester United. Qui fu il calciatore più anziano nelle quattro divisioni della Football League inglese, superando le 700 presenze in campionato in carriera. Si ritirò dall'attività agonistica all'età di 42 anni, alla fine della stagione 2007-2008, chiusasi con la retrocessione della sua squadra. Nelle squadre di club ha giocato un totale di 760 partite, realizzando 289 gol.

#### Nazionale
Ha debuttato con l'Inghilterra a 27 anni nell'1-1 contro la Polonia del 29 maggio 1993. L'8 giugno 1995 ha segnato la sua prima rete per la selezione inglese nel 3-3 in amichevole contro la Svezia. Convocato per l'Europeo casalingo del '96, realizza una doppietta decisiva per il passaggio del turno degli inglesi nel 4-1 contro i Paesi Bassi. Successivamente viene convocato per i Mondiali del '98 e del 2002, dove non trova la via del goal. Con la nazionale inglese ha disputato 51 partite ufficiali, mettendo a segno 11 reti.

### Allenatore
Nel 2015 è divenuto allenatore dello Stevenage, mantenendo la carica fino all'esonero avvenuto il 1º febbraio 2016.

## Statistiche
Tra club e nazionale maggiore, Sheringham ha giocato 957 partite segnando 372 reti, alla media di 0,39 gol a partita.

### Presenze e reti nei club
| Stagione                 | Squadra                  | Campionato               | Campionato | Campionato | Coppe nazionali | Coppe nazionali | Coppe nazionali | Coppe continentali | Coppe continentali | Coppe continentali | Altre coppe    | Altre coppe | Altre coppe | Totale | Totale |
| Stagione                 | Squadra                  | Comp                     | Pres       | Reti       | Comp            | Pres            | Reti            | Comp               | Pres               | Reti               | Comp           | Pres        | Reti        | Pres   | Reti   |
| ------------------------ | ------------------------ | ------------------------ | ---------- | ---------- | --------------- | --------------- | --------------- | ------------------ | ------------------ | ------------------ | -------------- | ----------- | ----------- | ------ | ------ |
| 1983-1984                | Millwall                 | TD                       | 7          | 1          | FACup+CdL       | -               | -               | -                  | -                  | -                  | FL             | 3           | 1           | 10     | 2      |
| ago. 1984                | Millwall                 | TD                       | 0          | 0          | FACup+CdL       | 0+1             | 0               | -                  | -                  | -                  | -              | -           | -           | 1      | 0      |
| 1984-gen. 1985           | Aldershot                | FoD                      | 5          | 0          | FACup+CdL       | -               | -               | -                  | -                  | -                  | FL             | 1           | 0           | 6      | 0      |
| 1985                     | Djurgården               | D2                       | 21         | 13         | CS              | -               | -               | -                  | -                  | -                  | -              | -           | -           | 21     | 13     |
| 1985-1986                | Millwall                 | SD                       | 18         | 4          | FACup+CdL       | -               | -               | -                  | -                  | -                  | -              | -           | -           | 18     | 4      |
| 1986-1987                | Millwall                 | SD                       | 42         | 13         | FACup+CdL       | 3+3             | 0+2             | -                  | -                  | -                  | FM             | 2           | 1           | 50     | 16     |
| 1987-1988                | Millwall                 | SD                       | 43         | 22         | FACup+CdL       | 1+4             | 0               | -                  | -                  | -                  | FM             | 3           | 2           | 51     | 24     |
| 1988-1989                | Millwall                 | FD                       | 33         | 11         | FACup+CdL       | 2+3             | 1+3             | -                  | -                  | -                  | FM             | 2           | 0           | 40     | 15     |
| 1989-1990                | Millwall                 | FD                       | 31         | 9          | FACup+CdL       | 3+3             | 2+1             | -                  | -                  | -                  | -              | -           | -           | 37     | 12     |
| 1990-1991                | Millwall                 | SD                       | 46+2       | 33+0       | FACup+CdL       | 3+3             | 2+2             | -                  | -                  | -                  | FM             | 1           | 1           | 55     | 38     |
| Totale Millwall          | Totale Millwall          | Totale Millwall          | 220+2      | 93+0       |                 | 29              | 13              |                    | -                  | -                  |                | 11          | 5           | 262    | 111    |
| 1991-1992                | Nottingham Forest        | FD                       | 39         | 13         | FACup+CdL       | 4+10            | 2+5             | -                  | -                  | -                  | FM             | 6           | 2           | 59     | 22     |
| ago. 1992                | Nottingham Forest        | PL                       | 3          | 1          | FACup+CdL       | -               | -               | -                  | -                  | -                  | -              | -           | -           | 3      | 1      |
| Totale Nottingham Forest | Totale Nottingham Forest | Totale Nottingham Forest | 42         | 14         |                 | 14              | 7               |                    | -                  | -                  |                | 6           | 2           | 62     | 23     |
| 1992-1993                | Tottenham                | PL                       | 38         | 21         | FACup+CdL       | 5+4             | 4+3             | -                  | -                  | -                  | -              | -           | -           | 47     | 28     |
| 1993-1994                | Tottenham                | PL                       | 19         | 13         | FACup+CdL       | 0+2             | 0+2             | -                  | -                  | -                  | -              | -           | -           | 21     | 15     |
| 1994-1995                | Tottenham                | PL                       | 42         | 18         | FACup+CdL       | 6+2             | 4+1             | -                  | -                  | -                  | -              | -           | -           | 50     | 23     |
| 1995-1996                | Tottenham                | PL                       | 38         | 16         | FACup+CdL       | 6+3             | 5+3             | -                  | -                  | -                  | -              | -           | -           | 47     | 24     |
| 1996-1997                | Tottenham                | PL                       | 29         | 7          | FACup+CdL       | 0+3             | 0+1             | -                  | -                  | -                  | -              | -           | -           | 32     | 8      |
| 1997-1998                | Manchester United        | PL                       | 31         | 9          | FACup+CdL       | 3+0             | 3+0             | CL                 | 7                  | 2                  | CS             | 1           | 0           | 42     | 14     |
| 1998-1999                | Manchester United        | PL                       | 17         | 2          | FACup+CdL       | 4+1             | 1+1             | CL                 | 4                  | 1                  | CS             | 1           | 0           | 27     | 5      |
| 1999-2000                | Manchester United        | PL                       | 27         | 5          | FACup+CdL       | -               | -               | CL                 | 9                  | 1                  | CS+SU+CInt+Cmc | 1+1+1+2     | 0           | 41     | 6      |
| 2000-2001                | Manchester United        | PL                       | 29         | 15         | FACup+CdL       | 2+0             | 1+0             | CL                 | 11                 | 5                  | CS             | 1           | 0           | 43     | 21     |
| Totale Manchester United | Totale Manchester United | Totale Manchester United | 104        | 31         |                 | 10              | 6               |                    | 31                 | 9                  |                | 8           | 0           | 153    | 46     |
| 2001-2002                | Tottenham                | PL                       | 34         | 10         | FACup+CdL       | 2+6             | 1+2             | -                  | -                  | -                  | -              | -           | -           | 42     | 13     |
| 2002-2003                | Tottenham                | PL                       | 36         | 12         | FACup+CdL       | 1+1             | 0+1             | -                  | -                  | -                  | -              | -           | -           | 38     | 13     |
| Totale Tottenham         | Totale Tottenham         | Totale Tottenham         | 236        | 97         |                 | 41              | 27              |                    | -                  | -                  |                | -           | -           | 277    | 124    |
| 2003-2004                | Portsmouth               | PL                       | 32         | 9          | FACup+CdL       | 3+3             | 1+0             | -                  | -                  | -                  | -              | -           | -           | 38     | 10     |
| 2004-2005                | West Ham                 | FLC                      | 33         | 20         | FACup+CdL       | 2+1             | 1+0             | -                  | -                  | -                  | -              | -           | -           | 36     | 21     |
| 2005-2006                | West Ham                 | PL                       | 26         | 6          | FACup+CdL       | 4+1             | 1+0             | -                  | -                  | -                  | -              | -           | -           | 31     | 7      |
| 2006-2007                | West Ham                 | PL                       | 17         | 2          | FACup+CdL       | 1+1             | 0               | CU                 | 1                  | 0                  | -              | -           | -           | 20     | 2      |
| Totale West Ham          | Totale West Ham          | Totale West Ham          | 76         | 28         |                 | 10              | 2               |                    | 1                  | 0                  |                | -           | -           | 87     | 30     |
| 2007-2008                | Colchester United        | FLC                      | 19         | 3          | FACup+CdL       | 1+0             | 1+0             | -                  | -                  | -                  | -              | -           | -           | 20     | 4      |
| Totale carriera          | Totale carriera          | Totale carriera          | 755+2      | 288        |                 | 111             | 57              |                    | 32                 | 9                  |                | 26          | 7           | 926    | 361    |

### Cronologia presenze e reti in nazionale
| Cronologia completa delle presenze e delle reti in nazionale ― Inghilterra | Cronologia completa delle presenze e delle reti in nazionale ― Inghilterra | Cronologia completa delle presenze e delle reti in nazionale ― Inghilterra | Cronologia completa delle presenze e delle reti in nazionale ― Inghilterra | Cronologia completa delle presenze e delle reti in nazionale ― Inghilterra | Cronologia completa delle presenze e delle reti in nazionale ― Inghilterra | Cronologia completa delle presenze e delle reti in nazionale ― Inghilterra | Cronologia completa delle presenze e delle reti in nazionale ― Inghilterra |
| Data                                                                       | Città                                                                      | In casa                                                                    | Risultato                                                                  | Ospiti                                                                     | Competizione                                                               | Reti                                                                       | Note                                                                       |
| -------------------------------------------------------------------------- | -------------------------------------------------------------------------- | -------------------------------------------------------------------------- | -------------------------------------------------------------------------- | -------------------------------------------------------------------------- | -------------------------------------------------------------------------- | -------------------------------------------------------------------------- | -------------------------------------------------------------------------- |
| 29-5-1993                                                                  | Chorzów                                                                    | Polonia                                                                    | 1 – 1                                                                      | Inghilterra                                                                | Qual. Mondiali 1994                                                        | -                                                                          |                                                                            |
| 2-6-1993                                                                   | Oslo                                                                       | Norvegia                                                                   | 2 – 0                                                                      | Inghilterra                                                                | Qual. Mondiali 1994                                                        | -                                                                          | 46’                                                                        |
| 7-9-1994                                                                   | Londra                                                                     | Inghilterra                                                                | 2 – 0                                                                      | Stati Uniti                                                                | Amichevole                                                                 | -                                                                          | 80’                                                                        |
| 12-10-1994                                                                 | Londra                                                                     | Inghilterra                                                                | 1 – 1                                                                      | Romania                                                                    | Amichevole                                                                 | -                                                                          | 72’                                                                        |
| 16-11-1994                                                                 | Londra                                                                     | Inghilterra                                                                | 1 – 0                                                                      | Nigeria                                                                    | Amichevole                                                                 | -                                                                          | 78’                                                                        |
| 29-3-1995                                                                  | Nantes                                                                     | Inghilterra                                                                | 0 – 0                                                                      | Uruguay                                                                    | Amichevole                                                                 | -                                                                          | 71’                                                                        |
| 3-6-1995                                                                   | Londra                                                                     | Inghilterra                                                                | 2 – 1                                                                      | Giappone                                                                   | Umbro Cup 1995                                                             | -                                                                          | 76’                                                                        |
| 8-6-1995                                                                   | Leeds                                                                      | Inghilterra                                                                | 3 – 3                                                                      | Svezia                                                                     | Umbro Cup 1995                                                             | 1                                                                          |                                                                            |
| 11-6-1995                                                                  | Londra                                                                     | Inghilterra                                                                | 1 – 3                                                                      | Brasile                                                                    | Umbro Cup 1995                                                             | -                                                                          | 90’                                                                        |
| 6-9-1995                                                                   | Londra                                                                     | Inghilterra                                                                | 0 – 0                                                                      | Colombia                                                                   | Amichevole                                                                 | -                                                                          | 74’                                                                        |
| 11-10-1995                                                                 | Oslo                                                                       | Norvegia                                                                   | 0 – 0                                                                      | Inghilterra                                                                | Amichevole                                                                 | -                                                                          | 68’                                                                        |
| 15-11-1995                                                                 | Londra                                                                     | Inghilterra                                                                | 3 – 1                                                                      | Svizzera                                                                   | Amichevole                                                                 | 1                                                                          |                                                                            |
| 27-3-1996                                                                  | Londra                                                                     | Inghilterra                                                                | 1 – 0                                                                      | Bulgaria                                                                   | Amichevole                                                                 | -                                                                          | 77’                                                                        |
| 24-4-1996                                                                  | Londra                                                                     | Inghilterra                                                                | 0 – 0                                                                      | Croazia                                                                    | Amichevole                                                                 | -                                                                          |                                                                            |
| 18-5-1996                                                                  | Londra                                                                     | Inghilterra                                                                | 3 – 0                                                                      | Ungheria                                                                   | Amichevole                                                                 | -                                                                          |                                                                            |
| 8-6-1996                                                                   | Londra                                                                     | Inghilterra                                                                | 1 – 1                                                                      | Svizzera                                                                   | Euro 1996 - 1º turno                                                       | -                                                                          | 67’                                                                        |
| 15-6-1996                                                                  | Londra                                                                     | Inghilterra                                                                | 2 – 0                                                                      | Scozia                                                                     | Euro 1996 - 1º turno                                                       | -                                                                          |                                                                            |
| 18-6-1996                                                                  | Londra                                                                     | Paesi Bassi                                                                | 1 – 4                                                                      | Inghilterra                                                                | Euro 1996 - 1º turno                                                       | 2                                                                          | 40’ 75’                                                                    |
| 22-6-1996                                                                  | Londra                                                                     | Inghilterra                                                                | 0 – 0 dts (2 – 4 dtr)                                                      | Spagna                                                                     | Euro 1996 - Quarti di finale                                               | -                                                                          | 109’                                                                       |
| 26-6-1996                                                                  | Londra                                                                     | Germania                                                                   | 0 – 0 dts (7 – 6 dtr)                                                      | Inghilterra                                                                | Euro 1996 - Semifinale                                                     | -                                                                          |                                                                            |
| 9-11-1996                                                                  | Tbilisi                                                                    | Georgia                                                                    | 0 – 2                                                                      | Inghilterra                                                                | Qual. Mondiali 1998                                                        | 1                                                                          |                                                                            |
| 29-3-1997                                                                  | Londra                                                                     | Inghilterra                                                                | 2 – 0                                                                      | Messico                                                                    | Amichevole                                                                 | 1                                                                          | 37’                                                                        |
| 30-4-1997                                                                  | Londra                                                                     | Inghilterra                                                                | 2 – 0                                                                      | Georgia                                                                    | Qual. Mondiali 1998                                                        | 1                                                                          |                                                                            |
| 24-5-1997                                                                  | Manchester                                                                 | Inghilterra                                                                | 2 – 1                                                                      | Sudafrica                                                                  | Amichevole                                                                 | -                                                                          | 65’                                                                        |
| 31-5-1997                                                                  | Chorzów                                                                    | Polonia                                                                    | 0 – 2                                                                      | Inghilterra                                                                | Qual. Mondiali 1998                                                        | 1                                                                          |                                                                            |
| 4-6-1997                                                                   | Nantes                                                                     | Inghilterra                                                                | 2 – 0                                                                      | Italia                                                                     | Amichevole                                                                 | -                                                                          | 78’                                                                        |
| 7-6-1997                                                                   | Montpellier                                                                | Francia                                                                    | 0 – 1                                                                      | Inghilterra                                                                | Amichevole                                                                 | -                                                                          | 80’                                                                        |
| 10-6-1997                                                                  | Parigi                                                                     | Inghilterra                                                                | 0 – 1                                                                      | Brasile                                                                    | Amichevole                                                                 | -                                                                          | 74’                                                                        |
| 11-10-1997                                                                 | Roma                                                                       | Italia                                                                     | 0 – 0                                                                      | Inghilterra                                                                | Qual. Mondiali 1998                                                        | -                                                                          |                                                                            |
| 11-2-1998                                                                  | Londra                                                                     | Inghilterra                                                                | 0 – 2                                                                      | Cile                                                                       | Amichevole                                                                 | -                                                                          | 62’                                                                        |
| 25-3-1998                                                                  | Berna                                                                      | Svizzera                                                                   | 1 – 1                                                                      | Inghilterra                                                                | Amichevole                                                                 | -                                                                          | 69’                                                                        |
| 22-4-1998                                                                  | Londra                                                                     | Inghilterra                                                                | 3 – 0                                                                      | Portogallo                                                                 | Amichevole                                                                 | 1                                                                          | 77’                                                                        |
| 23-5-1998                                                                  | Londra                                                                     | Inghilterra                                                                | 0 – 0                                                                      | Arabia Saudita                                                             | Amichevole                                                                 | -                                                                          | 60’                                                                        |
| 15-6-1998                                                                  | Marsiglia                                                                  | Inghilterra                                                                | 2 – 0                                                                      | Tunisia                                                                    | Mondiali 1998 - 1º turno                                                   | -                                                                          | 85’                                                                        |
| 22-6-1998                                                                  | Tolosa                                                                     | Inghilterra                                                                | 1 – 2                                                                      | Romania                                                                    | Mondiali 1998 - 1º turno                                                   | -                                                                          | 72’                                                                        |
| 5-9-1998                                                                   | Solna                                                                      | Svezia                                                                     | 2 – 1                                                                      | Inghilterra                                                                | Qual. Euro 2000                                                            | -                                                                          | 86’                                                                        |
| 10-10-1998                                                                 | Londra                                                                     | Inghilterra                                                                | 0 – 0                                                                      | Bulgaria                                                                   | Qual. Euro 2000                                                            | -                                                                          | 76’                                                                        |
| 9-6-1999                                                                   | Sofia                                                                      | Bulgaria                                                                   | 1 – 1                                                                      | Inghilterra                                                                | Qual. Euro 2000                                                            | -                                                                          | 31’                                                                        |
| 11-10-2000                                                                 | Helsinki                                                                   | Finlandia                                                                  | 0 – 0                                                                      | Inghilterra                                                                | Qual. Mondiali 2002                                                        | -                                                                          | 69’                                                                        |
| 28-3-2001                                                                  | Tirana                                                                     | Albania                                                                    | 1 – 3                                                                      | Inghilterra                                                                | Qual. Mondiali 2002                                                        | -                                                                          | 84’                                                                        |
| 25-5-2001                                                                  | Derby                                                                      | Inghilterra                                                                | 4 – 0                                                                      | Messico                                                                    | Amichevole                                                                 | 1                                                                          | 54’                                                                        |
| 6-10-2001                                                                  | Manchester                                                                 | Inghilterra                                                                | 2 – 2                                                                      | Grecia                                                                     | Qual. Mondiali 2002                                                        | 1                                                                          | 67’                                                                        |
| 10-11-2001                                                                 | Manchester                                                                 | Inghilterra                                                                | 1 – 1                                                                      | Svezia                                                                     | Amichevole                                                                 | -                                                                          | 58’                                                                        |
| 27-3-2002                                                                  | Leeds                                                                      | Inghilterra                                                                | 1 – 2                                                                      | Italia                                                                     | Amichevole                                                                 | -                                                                          | 72’                                                                        |
| 17-4-2002                                                                  | Liverpool                                                                  | Inghilterra                                                                | 4 – 1                                                                      | Svezia                                                                     | Amichevole                                                                 | -                                                                          | 68’                                                                        |
| 21-5-2002                                                                  | Seogwipo                                                                   | Inghilterra                                                                | 1 – 1                                                                      | Corea del Sud                                                              | Amichevole                                                                 | -                                                                          | 46’                                                                        |
| 26-5-2002                                                                  | Kōbe                                                                       | Inghilterra                                                                | 2 – 2                                                                      | Camerun                                                                    | Amichevole                                                                 | -                                                                          | 46’                                                                        |
| 7-6-2002                                                                   | Sapporo                                                                    | Argentina                                                                  | 0 – 1                                                                      | Inghilterra                                                                | Mondiali 2002 - 1º turno                                                   | -                                                                          | 54’                                                                        |
| 12-6-2002                                                                  | Nagai                                                                      | Nigeria                                                                    | 0 – 0                                                                      | Inghilterra                                                                | Mondiali 2002 - 1º turno                                                   | -                                                                          | 68’                                                                        |
| 15-6-2002                                                                  | Niigata                                                                    | Danimarca                                                                  | 0 – 3                                                                      | Inghilterra                                                                | Mondiali 2002 - Ottavi di finale                                           | -                                                                          | 69’                                                                        |
| 21-6-2002                                                                  | Shizuoka                                                                   | Brasile                                                                    | 2 – 1                                                                      | Inghilterra                                                                | Mondiali 2002 - Quarti di finale                                           | -                                                                          | 79’                                                                        |
| Totale                                                                     |                                                                            | Presenze                                                                   | 51                                                                         |                                                                            | Reti                                                                       | 11                                                                         |                                                                            |

## Palmarès

### Giocatore

#### Club

##### Competizioni nazionali
- Second Division: 1

Millwall: 1987-1988
- Full Members Cup: 1

Nottingham Forest: 1991-1992
- Charity Shield: 1

Manchester United: 1997
- Campionato inglese: 3

Manchester United: 1998-1999, 1999-2000, 2000-2001
- Coppa d'Inghilterra: 1

Manchester United: 1998-1999

##### Competizioni internazionali
- UEFA Champions League: 1

Manchester United: 1998-1999
- Coppa Intercontinentale: 1

Manchester United: 1999

#### Individuale
- Giocatore dell'anno della FWA: 1

2001
- Giocatore dell'anno della PFA: 1

2001